# スタジオ・タージ
株式会社スタジオタージは、アニメーション制作のうち、仕上げ作業の請負を主な事業内容とする日本の企業である。

## 概要
竜の子プロダクション（現・タツノコプロ）でアニメーションの仕上をしていた土屋透治が、独立して設立した仕上専門のスタジオで、業界の仕上スタジオとしては老舗となる。主にシンエイ動画、ぴえろ、オー・エル・エムの制作作品に携わる事が多い。多くの作品の場合、「スタジオ・タージ」、「スタジオタージ」とクレジットされる。英語表記は「STUDIO TARGE」

## 参加作品

### テレビアニメ
- 鋼鉄ジーグ （仕上、1975年 - 1976年）
- 一休さん（仕上、1975年 - 1982年）
- キャンディ・キャンディ（仕上、1976年 - 1979年）
- 大空魔竜ガイキング (仕上、1976年 - 1977年）
- 宇宙海賊キャプテンハーロック（仕上、1978年 - 1979年）
- ドラえもんシリーズ
  - ドラえもん (1979年のテレビアニメ) （仕上、1979年-2005年）
  - ドラえもん (2005年のテレビアニメ) （仕上、2005年-）
- 花の子ルンルン（仕上、1979年 - 1980年）
- Dr.スランプ アラレちゃん（仕上、1981年 - 1986年）
- キン肉マン（仕上、1983年 - 1986年）
- ドラゴンボールシリーズ
  - ドラゴンボール（仕上、1986年 - 1989年）
- ビックリマンシリーズ
  - ビックリマン（仕上、1987年 - 1989年）
- 美味しんぼ （仕上、1988年-1992年）
- 笑ゥせぇるすまん （仕上、1989年-1992年）
- 新世紀エヴァンゲリオン（仕上、1995年-1996年）
- 魔法少女プリティサミー（TV版） （仕上、1996年）
- るろうに剣心 -明治剣客浪漫譚- （仕上、1996年-1998年）
- HUNTER×HUNTER （仕上、1999年-2001年）
- とっとこハム太郎 （仕上、2000年-2006年）
- BLEACH （仕上、2004年-2012年）
- 遊☆戯☆王デュエルモンスターズGX （仕上、2004年-2008年）
- 甲虫王者ムシキング 森の民の伝説（仕上、2005年-2006年）
- NARUTO -ナルト- 疾風伝 （仕上、2007年-）
- たまごっち!シリーズ
  - たまごっち!（仕上、2009年 - 2012年）
  - たまごっち! ゆめキラドリーム（仕上、2012年 - 2013年）
  - たまごっち! みらくるフレンズ（仕上、2013年 - 2014年）
  - GO-GO たまごっち!（仕上、2014年）
- ダンス イン ザ ヴァンパイアバンド （仕上、2010年）
- ブラック・ブレット （仕上、2014年）
- かみさまみならい ヒミツのここたま（仕上、2015年 - ）
- 魔法陣グルグル（デジタルペイント、2017年）
- それいけ!アンパンマン（デジタルペイント、2018年）

### アニメ映画
- わが青春のアルカディア（仕上、1982年）
- ルパン三世シリーズ
  - ルパン三世 ルパンVS複製人間（仕上、1978年）
  - ルパン三世 カリオストロの城（仕上、1979年）
- 映画ドラえもんシリーズ
- 鉄コン筋クリート（仕上、2006年）
- 河童のクゥと夏休み （仕上、2007年）
- 劇場版 NARUTO -ナルト- 疾風伝 火の意志を継ぐ者（仕上、2009年）
- 劇場版 NARUTO -ナルト- 疾風伝 ザ・ロストタワー（仕上、2010年）
- 劇場版BLEACH 地獄篇（仕上、2010年）
- 劇場版 NARUTO -ナルト- ブラッド・プリズン（仕上、2011年）
- ROAD TO NINJA -NARUTO THE MOVIE-（仕上、2012年）
- BUDDHA2 手塚治虫のブッダ -終わりなき旅（仕上、2014年）
- 劇場版ポケットモンスターシリーズ
- ポケモン・ザ・ムービーXYシリーズ
  - 光輪の超魔神 フーパ（仕上、2015年）
- クレヨンしんちゃん 爆睡!ユメミーワールド大突撃（仕上、2016年）
- 君の名は。（仕上、2016年）
- クレヨンしんちゃん 襲来!!宇宙人シリリ（仕上、2017年）
- クレヨンしんちゃん 爆盛!カンフーボーイズ～拉麺大乱～（仕上、2018年）
- クレヨンしんちゃん もののけニンジャ珍風伝（仕上、2022年）
- 屋根裏のラジャー （仕上、2023年）

## 関連人物
- うすいこうぢ